# Floßlände

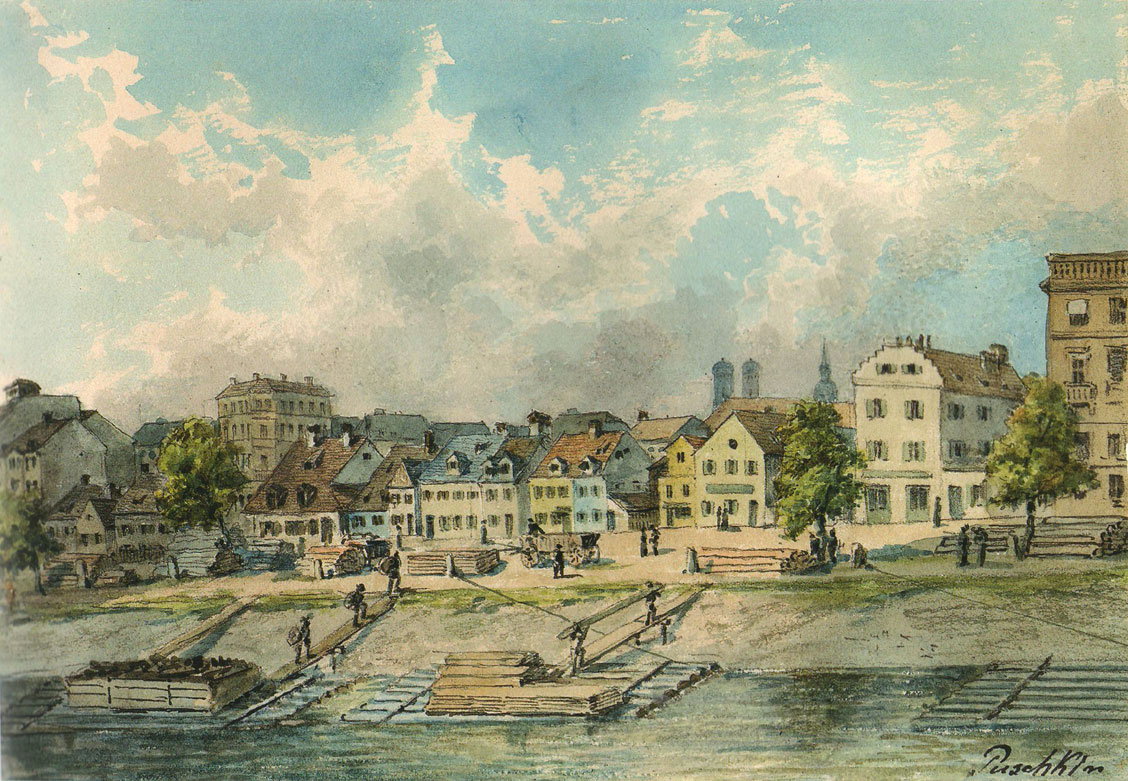
Obere Lände an der Isar in München (Joseph Puschkin, 1876)

Eine Floßlände ist eine Anlegestelle für Flöße.
Vom Mittelalter bis zum Ende des 19. Jahrhunderts waren die Floßländen wie die Schiffshäfen Warenumschlagsplätze für die Flößerei. Floßländen lagen an Flüssen und speziell für die Flößerei unterhaltenen Floßkanalen, wie dem  Floßkanal im Münchner Stadtteil Thalkirchen, statt Wehren oft ausgestattet mit Floßrutschen. An der flussabwärts gelegenen Floßlände wurde die auf dem Floß transportierte Ladung abgeladen. Dort wurde das Floß auseinandergenommen und die Stämme zum Trocknen gelagert. An diesem Holzlagerplatz wurden die vom Wasser ausgelaugten Stämme überwiegend als Bauholz verkauft. Dort konnten auch andere Massengüter gelagert werden, beispielsweise Kohle. Meist stand der Holztransport im Vordergrund, der Waren- und Personentransport war nur ein Nebenverdienst. Eine der größten Floßländen Europas, 1870 auch der größte Flusshafen Europas, war in München die Untere Lände und daneben befand sich eine Sandbank in der Isar, die nach 1903 mit dem Deutschen Museum bebaut wurde, die Kohleninsel, benannt nach den gelagerten Halden.
Heutzutage werden Floßländen für den Tourismus verwendet. Hier starten oder enden die Vergnügungsfahrten auf Flößen. An der Zielstelle werden die Floße auseinandergenommen, um die Stämme per Lastkraftwagen wieder flussaufwärts zu transportieren, für den Bau neuer Floße.
An manchen Stellen erinnern Straßennamen an ehemalige Floßländen, so in Lechhausen „Zur Floßlände“, ein Straßenzug westlich St. Markus, 1973 benannt nach der 1762 von Bayern eingerichteten zentralen Holzniederlage der Lechflößer.

## Beispiele
- die Floßländen in Augsburg
- die Floßländen in München
- die Floßlände (Sachsenburg)
- die Floßlände (Wallenfels)
- die Floßlände (Wolfratshausen)